# Здание Сибирского банка (дом В.П. Бабинцева)
Здание Сибирского банка (доходный дом В.П. Бабинцева) — историческое жилое и коммерческое здание во Владивостоке. Построено в 1902—1905 годах. Автор проекта — Владимир Антонович Плансон (по другим данным — Иван Владимирович Мешков). Историческое здание по адресу Светланская улица, 20 сегодня является объектом культурного наследия Российской Федерации.

## История
Василий Петрович Бабинцев, известный во Владивостоке конца XIX — начала XX века предприниматель, один из компаньонов крупнейшей торгово-промышленной компании Дальнего Востока торгового дома «Чурин, Касьянов и К°», в 1902—1905 годах по проекту Владимира Антоновича Плансона (по другим данным — Ивана Владимировича Мешкова) построил доходный дом на улице Светланской. В двух его первых этажах размещались помещения для контор и магазинов, сдававшихся в аренду, на третьем этаже располагались комфортабельные квартиры. В 1912—1917 годах в здании располагался Сибирский торговый банк. После революции в здании поочерёдно находились: «Иокогама спешл банк», парикмахерская, шашлычная, губфинотдел, Тихоокеанский институт рыбного хозяйства и океанографии (ТИНРО).
С 1977 года в здании располагается Приморский государственный объединённый музей имени В. К. Арсеньева — первый на Дальнем Востоке краеведческий музей, крупнейший музей Приморского края. В музее представлена история и природа Приморского края, собраны коллекции материалов о деятельности исследователей края — М. И. Венюкова, Н. М. Пржевальского и других, материалы по истории города, археологии и этнографии. В состав музея входят 3 филиала во Владивостоке и 5 — в других городах Приморья. 

## Архитектура
Здание является одним из важнейших градоформирующих акцентов центральной части города. Им был задан масштабный строй и художественный уровень последующей застройки значительных отрезков улиц Светланской и Алеутской — главных магистралей центра Владивостока, на пересечении которых здание занимает угловое положение. В плане оно имеет Г-образную форму, стены выполнены из красного кирпича под штукатурку. В архитектурно-художественном решении его фасадов использованы мотивы классицизма и ампира, членения фасадных плоскостей выполнены в пропорциях ордерной системы. Массивный рустованный первый этаж с витринными окнами трактован как пьедестал ордера, в верхних этажах ритм окон и простенков соответствует интерколумнию римско-дорического ордера. Оба фасада имеют одинаковую трёхчастную композицию с осью симметрии в центре, подчёркнутой развитым аттиком и эркерами-ризалитами. Ризалиты увенчаны треугольными фронтонами, угол здания выделен куполом эллиптического очертания. В декоре фасадов и интерьеров широко использована лепнина ампирных мотивов.            